# 大牟田電気軌道1形電車
大牟田電気軌道1形電車（おおむたでんききどう1がたでんしゃ）は、西日本鉄道（西鉄）大牟田市内線の前身である大牟田電気軌道が、1927年（昭和2年）に新製した2軸単車構造の電車（路面電車車両）である。
1形電車（以下「本形式」）は後年の大牟田市内線運行休止に際して、大半が長崎電気軌道へ譲渡され、同社110形電車として1962年（昭和37年）まで運用された。

## 概要
1927年（昭和2年）、大牟田電気軌道の開業に備え、梅鉢鐵工所（のちの帝國車輛工業）と東洋車輌（当時の小倉市に存在した車両製造メーカー）で13両の電車が製造されている（番号は1 - 12・13→21）。これらはいずれも台車は2軸単車構造、車体は丸屋根の木造車体で、両端に引戸式の客用扉を設け、扉間に8枚の窓を配置した、当時における標準的なスタイルの2軸単車であった。
13両とも経営母体の変化にともない、大牟田電気軌道から1941年（昭和16年）に九州鉄道へ、翌1942年（昭和17年）に九州鉄道から西日本鉄道へ承継されている。

## 運用
1943年（昭和18年）に、大牟田市内線の輸送力増強のため、車両を単車から収容力の大きいボギー車に置き換える方針が打ち出された。当時は電気機器の入手が困難であったため、従来の2軸単車の機器を転用して車体と台車を新製したボギー車200形が製造された。この200形は手続き上、2軸単車の改造名目で製造されている。
200形への改造により、転用されなかった車体と台車は用途を失ったが、間もなく13両全車が福岡市内線に所属していた木造単車の機器を転用して電装され、再び就役した。手続き上は機器を転用された福岡市内線の木造単車の改造扱いとしたので、改造以前とは別の車籍となり、車両番号は162 - 174に改められた。電動機出力は18.7kWとなっている。
その後、162・163は1946年（昭和21年）5月に福島線へ転属した。163は1949年（昭和24年）に北九州線から転属した1形に代替されて1950年（昭和25年）1月14日付で廃車となり、162は1952年（昭和27年）に大牟田市内線の休止によって200形が福島線へ転属したことに伴って余剰となり1953年（昭和28年）5月25日付で廃車となった。
残る164 - 174は路線休止まで大牟田市内線で使用され、休止後は戦災により休車中だった170が1952年（昭和27年）2月13日付で廃車となり、他の10両は長崎電気軌道に譲渡された。その際172・173を除く8両は譲った電動機を再度戻している。

## 長崎電気軌道110形電車
長崎電気軌道では大牟田市内線の休止まで在籍した11両のうち、前述した戦災被災車170を除く10両を譲り受け、110形111 - 120とした。旧番→新番の対応は西鉄164・165・166・168・174・169・171・172・173・167→111 - 120である。1952年（昭和27年）3月に運用を開始した。
導入に際しては車体塗色の変更が実施された。当初は側窓下辺から上をクリーム色、下をスカイブルーとしたツートンカラーであったが、運用開始から1か月後に下をダークグリーンに変更した。この塗装は同社のそれまでの車両と異なった塗装であったが、以来1980年（昭和55年）に2000形「軽快電車」が製造されるまで25年以上にわたって長崎電気軌道における標準車体塗装として他形式にも踏襲された。なお、塗色変更以外の大きな改造は実施されなかった。
長崎電気軌道においては「大牟田電車」とも呼ばれた110形は、昭和30年代以降2軸ボギー車への代替が進行し、1959年（昭和34年）から1962年（昭和37年）にかけて全車廃車となった。現存車はない。

## 主要諸元
- 全長：8.779m
- 全幅：2.286m
- 全高：3.394m
- 自重：7.6t
- 定員：50人
- 出力：26.1kw×2
- 谷口良忠「西日本鉄道」『鉄道ピクトリアル』No.234 1970年2月号77頁電車要項表より